# Проект «Ихтиандр»
Проект «Ихтиандр» — советский проект по заселению людьми подводного пространства. Был разработан в 1960-х годах. Обитаемый модуль устанавливался на мелководье. Первая конструкция была установлена у побережья мыса Тарханкут в Крыму.

## Предпосылки к созданию

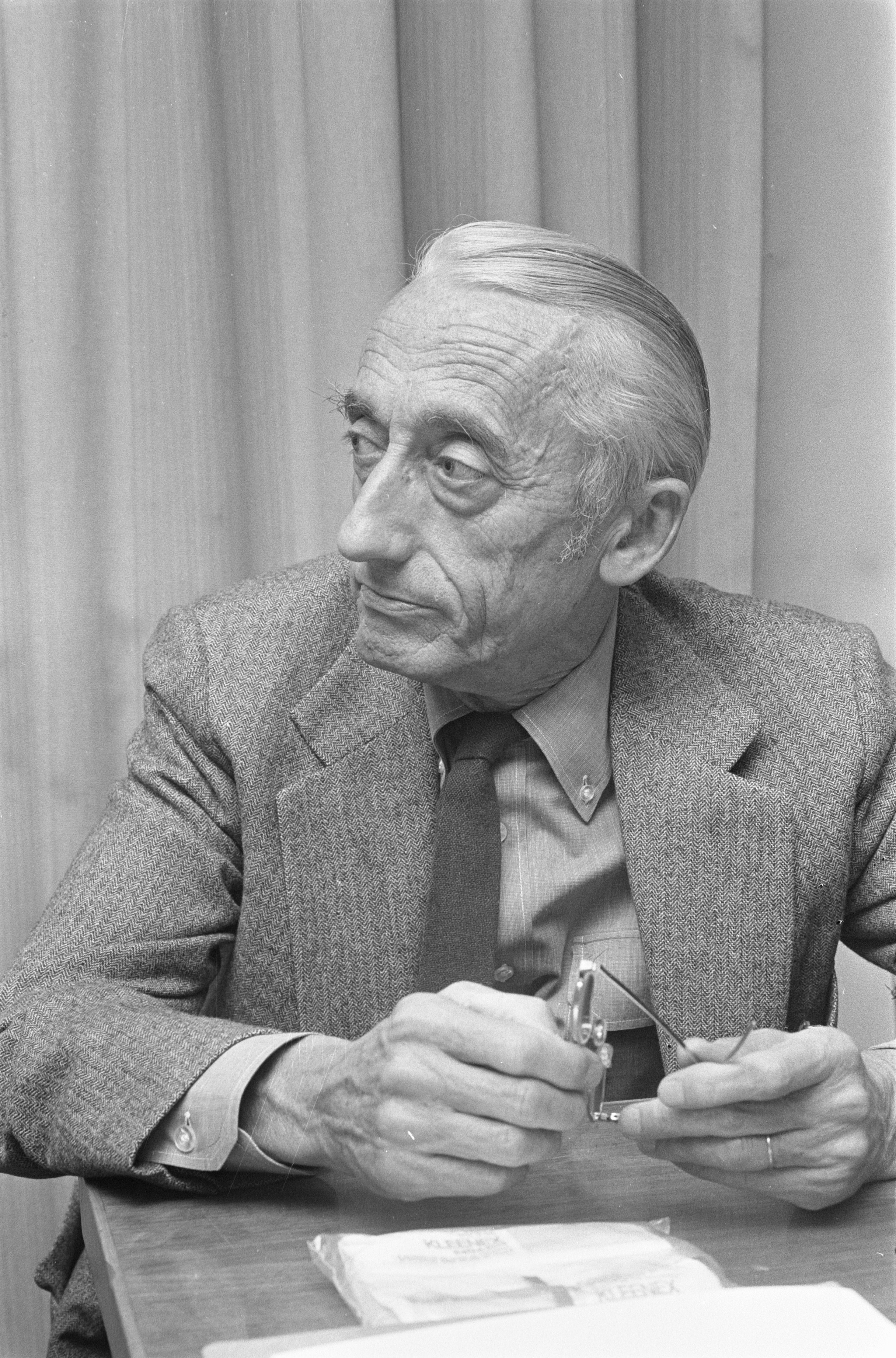
Жак Ив Кусто

А. Р. Беляев — один из советских писателей-фантастов, идеи которого не раз воплощались в реальность. Так, его произведения «Человек-амфибия» и «Подводные земледельцы», повлияли на проекты подводных заселений годы спустя после кончины писателя.
Возникновение проекта началось с поездки в Крым хирурга и старшего инструктора водолазного клуба «Скорпена» Александра Хаеса. Вдохновлённые, также, зарубежными экспериментами подводных лабораторий, в частности Коншельфом — Жака Ива Кусто, члены донецкого водолазного клуба «Ихтиандр», решили создать свой проект. После серии экспериментальных исследований на животных и человеке, показавших принципиальную возможность реализации «насыщенных» погружений, технологические детали которых не раскрывались, в первой лидирующей пятёрке стран, развивая этот метод, были США, Франция, Великобритания и СССР.
В СССР первой организацией, которая смогла оценить и реализовать идею новой подводной технологии, стал Донецкий любительский клуб «Ихтиандр» (рук. — А. Хаес), ставший впоследствии Общественной лабораторией подводных исследований «Ихтиандр» (рук. — Ю. Барац). Он объединил на общественных началах специалистов и ряд предприятий Донецкого научно-промышленного региона. Научное сопровождение экспериментов «Ихтиандр» проводил советский учёный Юрий Николаевич Киклевич.
Комплексная программа «Ихтиандр» системно охватывала медико-физиологические задачи (отбор, оперативная и углублённая оценка состояния организма, исследований реакций на подводную среду и решение целевых лечебно-профилактических задач — декомпрессия и др.), технические задачи (создание подводных сооружений, индивидуального снаряжения, коммуникаций и средств управления системами), технологические задачи (технологии жизнеобеспечения в экстремальных условиях, поддержание параметров гипербарической среды, коррекции состояния организма и поддержания работоспособности), задачи организации и безопасности надводно-подводных работ.

## Ихтиандр-66
Идея создания нашла отзывы в рядах членов клуба, многие из которых были сотрудниками Института горной механики и технической кибернетики. Институт помог инженерам-энтузиастам всеми возможными ресурсами, отдав имеющийся металлопрокат на изготовление дома. Дом был изготовлен в виде перевёрнутого стакана. Остальными ресурсами по обеспечению жизнедеятельности под водой, были в основном списанные устройства и агрегаты. Так, в качестве воздухозаполнителя послужил списанный компрессор местного аэропорта. Электростанция была также из списанных, а моторную лодку, члены клуба сделали из обычной. По словам одного из членов клуба, Сначала были только груда ржавого металла и нержавеющий энтузиазм. Проект стал приобретать большую заинтересованность и масштабность. В июле 1966 года построенный дом был отправлен в Тарханкут. Место было выбрано из-за его пустынности. Следом приехали заселенцы, числом в сотню человек. Разбив палаточный городок, они принялись за осуществление проекта. Городок был разделён на несколько секторов, где проживали заселенцы в зависимости от наличия семьи. В центре городка был натянут парашют, для тени. Также были выделены отдельные сектора для медработников и инженеров.
Подводный дом имел объём в 6 м³. Был оснащён телефонной связью и искусственным освещением. Естественное освещение обеспечивали четыре иллюминатора из органического стекла. Дом был рассчитан на двух человек, для сна была сделана двухъярусная кровать. Пресная вода и воздух доставлялись по шлангам с поверхности. Санузел ничем не отличался от обычного. Вентиляция позволяла даже курить внутри дома. Еду в специальных контейнерах доставляли водолазы, дом был оснащён шлюзом.
В начале августа, подводный дом, названный «Ихтиандр-66», был перенесён на берег моря. 19 августа дом было решено опустить на морское дно при помощи балластов из 5 полуторатонных бетонных блоков. Однако начавшийся шторм помешал дальнейшим действиям, многие люди покинули палаточный городок. Спустя три дня оставшиеся заселенцы смогли завершить погружение дома на 11-метровую глубину. Первым обитателем дома стал член донецкого клуба, хирург Александр Хаес. Спустя сутки, к нему присоединился москвич Дмитрий Галактионов, а его сменил шахтёр из Донецка Юрий Советов. Подводный дом был обитаем в сумме три дня.
После удачи этого эксперимента, подводным домом заинтересовались журналисты. Сообщения ТАСС о доме дали «Ихтиандру-66» мировую известность, заинтересовав и государственные органы.

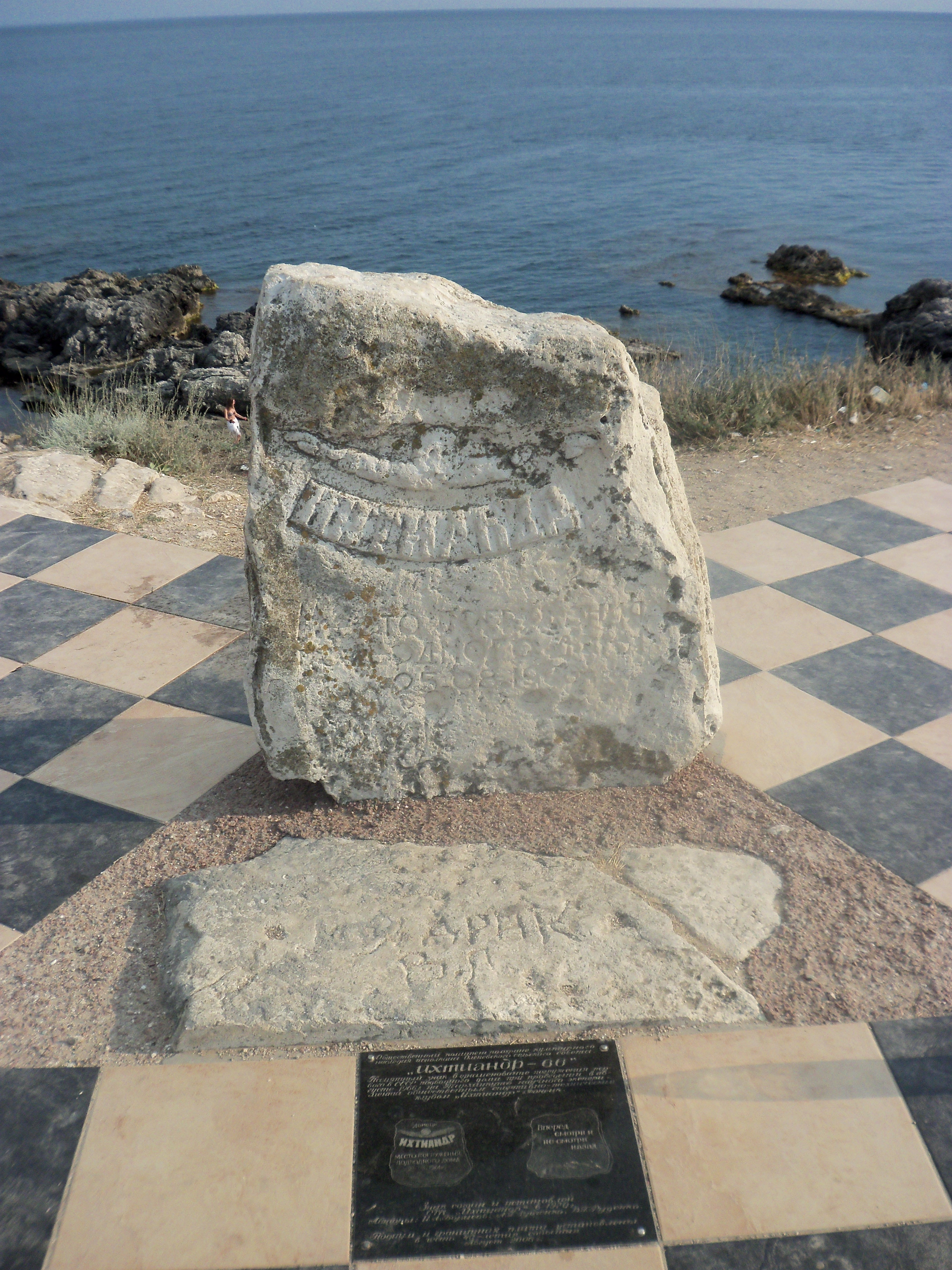
Памятный камень и плита на Атлеше в месте первого погружения

## Дальнейшие проекты
Спустя год после успешного запуска «Ихтиандр-66», в бухте Ласпи новый дом «Ихтиандр-67» опустился на 12-метровую глубину. Пребывание в подводном доме на этот раз было продлено до двух недель. Характеристики нового дома также отличались. Он имел объём 28 м³ и был сконструирован в виде трёхлучевой звезды. «Ихтиандр-67» имел 4 помещения, вмещающих пять человек. В первую неделю в доме прожило пять человек, после чего их сменили. Также, в эти две недели, с акванавтами жили подопытные животные (морские свинки, крысы, кролики).
В 1968 году, стартовал проект «Ихтиандр-68», созданный уже для отработки технологических заданий для геодезистов и бурильщиков.
В 1969 году очередной проект был отвергнут и больше не возобновлялся.

## Память и наследие
Несмотря на то, что проект «Ихтиандр» был закрыт, советские исследования и другие проекты подводных домов удачно велись и после «Ихтиандра-68», но уже под другими именами. Энтузиазм водолазов-любителей дал огромный толчок в изучении и освоении подводного мира.
В 1970 году, в честь удачно реализованного проекта, на месте производства работ «Ихтиандра-66» был заложен памятный камень. Позже в 2006 году была установлена памятная плита.